# Wilhelm Tramp

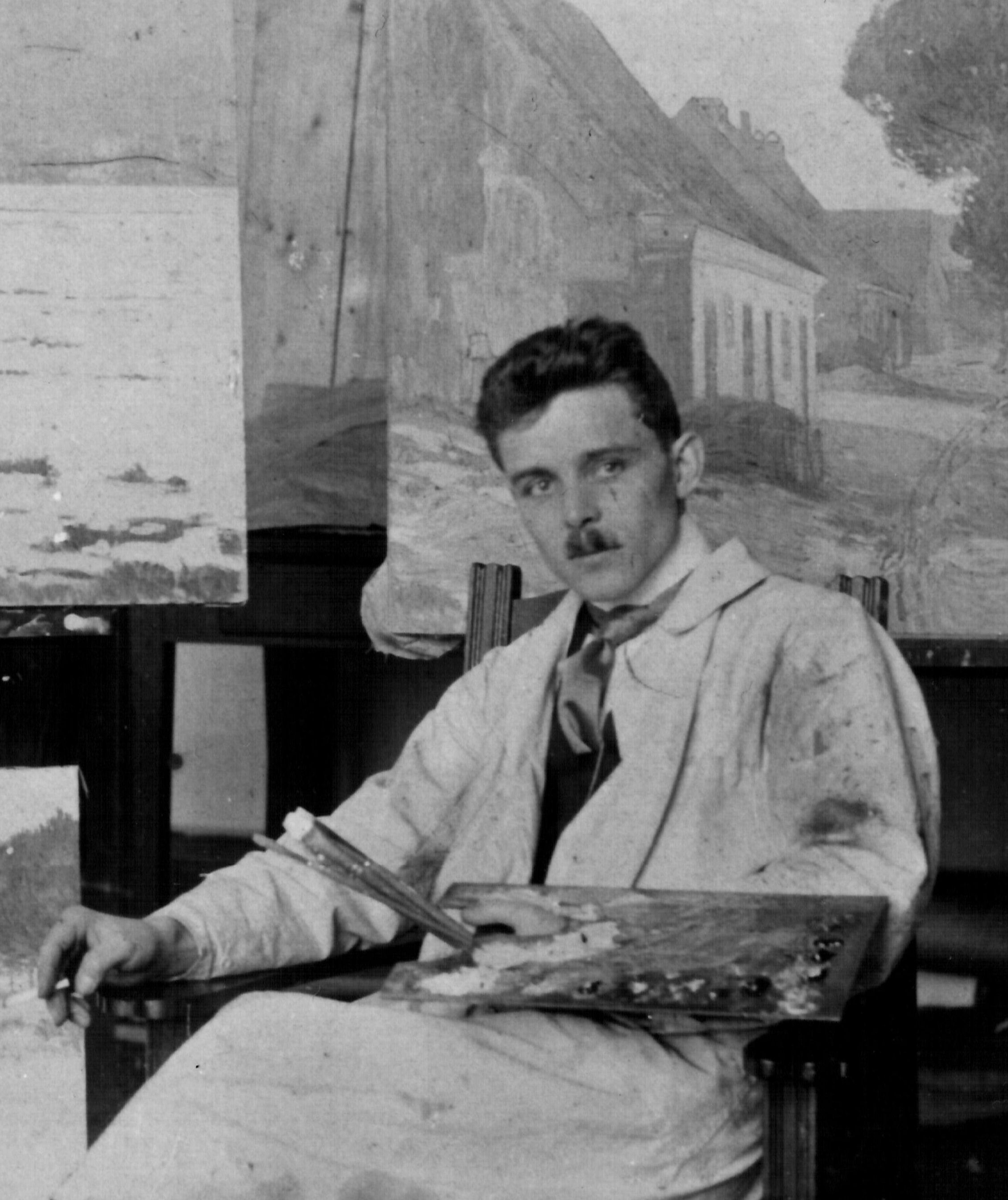
Wilhelm Tramp in seinem Atelier in Düsseldorf (ca. 1920)

Wilhelm August Friedrich Tramp (* 23. Juli 1881 in Bannenbrück, Mecklenburg-Strelitz; † 9. April 1940 in Düsseldorf) war ein deutscher Figuren- und Landschaftsmaler der Düsseldorfer Schule.

## Leben
Tramp stammte aus der Försterei Bannenbrück, einer Ansiedlung mit 13 Einwohnern zwischen Burg Stargard und Pragsdorf. Im Alter von 13 Jahren verlor er innerhalb eines Monats seine Eltern durch Unfälle. Anschließend kam er mit seiner Schwester Anna und seinen Brüdern Walter und Fritz in die Obhut eines Vormundes. Sobald es ihm möglich war, verließ er seine Heimat und ging nach Düsseldorf, um Maler zu werden. 1918 erhielt er ein Stipendium an der Kunstakademie Düsseldorf für das Studium der Figuren- und Landschaftsmalerei unter Eugen Dücker. Von 1924 bis 1928 war er Mitglied des Künstlervereins Malkasten.
Tramp war verheiratet mit Franziska Karolina Luisa Groebler. Er lebte und arbeitete in Düsseldorf. Als Landschaftsmaler unternahm er mehrere Reisen zu Studienzwecken innerhalb Deutschlands und den Niederlanden. Er verstarb 1940 an einem Herzinfarkt und hinterließ einen Sohn namens Ulrich Hermann Tramp (1917–1977), welcher später ebenfalls an der Düsseldorfer Akademie Bühnenbild studierte.

## Werke

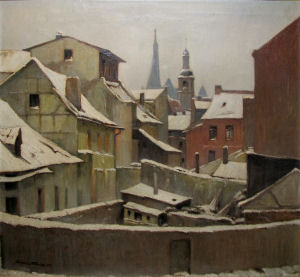
Hinterhof, 1937

- Hinterhof, 1937, Öl auf Leinwand 65 × 60 cm, Bestand Stiftung Museum Kunstpalast, Inv.Nr. 0/1955.5293

## Ausstellungen
- 1920, 1922, 1924, 1925, 1926: Große Kunstausstellung, Kunstpalast Düsseldorf
- 1938: Kunstausstellung Kassel im städtischen Kunsthaus, Städtisches Kunsthaus, Kassel
- 1939: Kunstausstellung in Zwickau, König-Albert-Museum, Zwickau
- 1941: Herbstausstellung Düsseldorfer Künstler, Kunsthalle Düsseldorf
- 1942: Frühjahrsausstellung Düsseldorfer Künstler, Kunsthalle Düsseldorf
- 1942: Winterausstellung Düsseldorfer Künstler, Kunsthalle Düsseldorf